# Amont-et-Effreney
Amont-et-Effreney är en kommun i departementet Haute-Saône i regionen Bourgogne-Franche-Comté i östra Frankrike. Kommunen ligger i kantonen Faucogney-et-la-Mer som tillhör arrondissementet Lure. År 2022 hade Amont-et-Effreney 166 invånare.

## Befolkningsutveckling
Antalet invånare i kommunen Amont-et-Effreney
| Referens: INSEE |